# Wolfgang Klietz
Wolfgang Klietz (* 13. November 1963 in Neumünster) ist ein deutscher Historiker, Sachbuchautor und Journalist sowie Redakteur beim Hamburger Abendblatt.

## Leben und Wirken
Klietz wurde in Neumünster geboren und ging dort zur Schule. Ab 1983 studierte er an der Christian-Albrechts-Universität zu Kiel Geschichte, Politik- und Literaturwissenschaften. Klietz ist seit 1989 Redakteur beim Hamburger Abendblatt und freier Journalist u. a. beim NDR.
Er tritt neben dieser Tätigkeit als Autor von Sachbüchern zur maritimen Geschichte der DDR auf und schreibt Aufsätze für Fachliteratur in diesem Gebiet. Klietz wirkte als Co-Autor bei dem Film Mukran – Honeckers Superhafen von Jürgen und Daniel Ast mit, der im Auftrag des Rundfunk Berlin-Brandenburg und der Bundesstiftung zur Aufarbeitung der SED-Diktatur hergestellt und 2017 in der Reihe „Geheimnisvolle Orte“ der ARD ausgestrahlt wurde.
Darüber hinaus ist er als Referent für die Bundeswehrverwaltung tätig und seit Anfang der 2020er Jahre wissenschaftlicher Mitarbeiter im „Zentrum für Studien zum Kalten Krieg“ der dänischen Syddansk Universitet in Odense.
Klietz ist verheiratet, hat zwei Kinder und lebt mit seiner Familie in Hamburg.

## Werke (Auswahl)
- Ostseefähren im Kalten Krieg. Ch. Links Verlag, Berlin 2012, ISBN 978-3-86153-673-4
- „Nie war der Bausoldat so wertvoll wie heute!“ – Die ökonomische Bedeutung der Bausoldaten in der DDR der 1980er Jahre. In: Gerbergasse 18. Thüringer Vierteljahresschrift für Zeitgeschichte und Politik Jena Geschichtswerkstatt, 3/2017
- Rügenhafen. In: Zeitgeschichte regional, Heft 1/2018
- Schutzlos auf See – Angriffe auf die zivile Schifffahrt der DDR, Hinstorff Verlag, Rostock 2019, ISBN 978-3-356-02266-7
- Mukran – Honeckers Superhafen: Gespräche über einen Seeweg im Kalten Krieg, Co-Autor neben Daniel Ast, Jürgen Ast, Edition Pommern, Stralsund 2020, ISBN 978-3-939680-58-1
- Oben scheint das Licht, Kohlhammer Verlag, Stuttgart 2022, ISBN 978-3-17-042744-0
- Geheime Transporte über die Ostsee, Edition Pommern, Stralsund 2023, ISBN 978-3-939680-75-8
- Waffenhändler in Uniform, Kohlhammer Verlag, Stuttgart 2024, ISBN 978-3-17-043460-8